# Paródia pornográfica
Uma paródia pornográfica é um subgênero dos gênero da indústria de cinema pornográfico onde a base para a produção da história ou enredo é a paródia de um mainstream programa de televisão, filme, figura pública, jogo eletrônico ou obras literárias. Este subgênero também inclui paródia de eventos históricos ou contemporâneos, tais como escândalos políticos. O subgênero ganhou aceitação pela indústria adulta na medida em que os principais prêmios são apresentados nesta categoria por organizações como o AVN e XRCO.

## Origem
PornParody.com, um site dedicado a revisar paródias pornográficas, cita a paródia Bat Pussy da série de televisão Batman como possivelmente o primeiro filme de paródia pornográfico conhecido, possivelmente, a mais antiga conhecida paródia pornográfica de um filme, Um título que também é compartilhado com o curta de animação alemão de 1973 Snow White and the Seven Perverts. O subgênero começou a participar da década de 1990, tendo um aumento na popularidade durante a década de 2000 e 2010.

## Tipos
Em 2002, Shaving Ryan's Privates, um filme estrelado por ator que virou analista de segurança da informação Jeff Bardin, foi lançado. O filme documentou filmes pornográficos que parodiam filmes clássicos de Hollywood. Houve paródias pornográficas produzidas por sitcoms como Who's The Boss e Parks and Recreation, Filmes de terror e drama, como Edward Scissorhands e Silence of the Lambs, filmes de filmes de ação e ficção científica como Star Wars e The Avengers, e dramas, como Downton Abbey, intitulado Down on Abby. O gênero inclui tanto heterossexuais, como homossexual. As paródias também incluem produções não-históricas ou específicas de eventos, como as várias paródias que apresentam uma personagem semelhante a Sarah Palin.

## Produção
Algumas paródias utilizam técnicas como a CGI. Um revisor de filme comentou que a fantasia de um personagem de quadrinhos em uma paródia pornô era uma "versão melhor" da usada no filme principal.

## Recepção e revisão
O jornalista e escritor Charlie Jane Anders escreveu, antes de blogs sobre o assunto, "eu não percebi o quão muitas paródias pornô existem — e como terrível a maioria deles realmente são."
Um escritor do New York magazine, comentou que, embora a paródia da série da PBS Downton Abbey intitulado Down on Abby, estrelado por Lexi Lowe é bem-humorado, ele é "cheio de incorrecções históricas" e "não recomendado para aqueles que se distraem por detalhes historicamente incorretos".

### Aceitação da indústria
Reconhecendo suas origens e apelo público, várias publicações da indústria e grupos de comércio criaram categorias de prêmio para o gênero. Dois dos principais programas de prêmios da indústria oferecem reconhecimento para esta categoria de filmes para adultos.
O AVN Award adicionou, as categorias de "Melhor Paródia - Comédia" e "Melhor Paródia - Drama", em 2009. Em 2013, a paródia de Star Wars, Star Wars XXX: A Porn Parody foi a produção mais indicada desse ano, vencedora da categoria Comédia. Em 2012, a categoria de "Melhor Diretor" para uma "Paródia e a Melhor Celebridade Fita de Sexo" foi adicionado.
O XRCO Award adicionou a categoria de "Melhor Paródia" em 2003. Coincidentemente, o prêmio foi para a produtora Wicked Pictures e o diretor Jonathan Morgan por Space Nuts, uma paródia do filme de Mel Brooks, Spaceballs - que é uma paródia de Star Wars. Space Nuts também ganhou um AVN award 2004 por Melhor Paródia - Comédia.

### Principais meios de comunicação
O gênero ganhou a atenção da grande imprensa. Em 2009, o diretor Jeff Mullen (também conhecido como Will Ryder) foi entrevistado pelo escritor Josué Alston da revista Newsweek sobre o seu papel de liderança no ressurgimento de paródias pornô.
Em 2009, o escritor Tom Hymes da Adult Video News observou, "Cheguei à conclusão de que uma verdadeira expectativa está sendo criada entre a elite das celebridades: meu show será a próxima paródia XXX ... por favor?" "O que é genial sobre o todo é o fato de que esses shows mainstream e os atores sobre eles agora conseguem esfregar os ombros com a indústria pornô sem qualquer fricção real." Em uma entrevista da Entertainment Weekly com Alan Ball, criador da série original da HBO, True Blood, ele declarou, ""Nós acabamos de descobrir que eles estão fazendo uma paródia pornográfica de True Blood. Esse é certamente um momento de 'Uau, chegamos'"
Em 2010, a atriz Anna Paquin, falou sobre a paródia pornô de seu próprio espetáculo, "True Blood", no talk show da TBS Lopez Tonight. Paquin, afirmou, "Você sabe, na verdade, o que é interessante é que [o colega do elenco] Steve [Moyer] e eu estávamos tão entretidos com isso que nós presenteamos todos do nosso elenco e equipe, então eu acho que nós provavelmente compramos todas as cópias existentes". Cópias de Tru: A XXX Parody foram dadas a todos do elenco e a equipe na festa de encerramento da terceira temporada.

## Pornografia Ficcional
Pornografia Ficcional é por vezes utilizado para plotar ou humorizar um mainstream de cinema e da TV. Em Friends, A irmã gêmea de Phoebe estrelou em Buffay, the Vampire Layer entre outros. Lyndsey em Two and a Half Men foi o papel-título de Cinnamon's Buns, e Wilson em House, M.D. atuou em Feral Pleasures. o  personagem de Peter Stormare em The Big Lebowski pode ser visto em Logjammin'.